# Acianthera
Acianthera es un género relativamente nuevo de orquídeas que está constituido con especies anteriormente clasificadas en el género Pleurothallis subgénero Acianthera. Es originario de México hasta Brasil.

## Descripción
Las plantas son epífitas o raramente rupícolas, muy variables, desde pequeñas a, grandes  de crecimiento rastrero o cespitosas , erguidas o en ocasiones aplanados sobre el sustrato, pero suele ser bastante robustas. Su inflorescencia racemosa puede contener una o muchas flores que  son gruesas y peludas, con sépalos connados.
Aunque el género se fue propuesto en 1842, fue ignorado por los botánicos hasta la década de 2000 cuando la investigación genética molecular demostró la conveniencia de aceptar la propuesta. Hasta entonces, todas estas especies se consideran miembros de Pleurothallis, por lo que todavía se la conoce así popularmente. Como la subtribu Pleurothallidinae a la que pertenecen, se compone de más de cuatro mil especies, debe todavía pasar unos años hasta que se conozca la relación entre todas las especies y cada una de ellas asignada al género en el que deben ser clasificadas, sobre todo porque muchas de sus especies son raras, poco conocidas o sus descripciones no traen suficiente información para identificar correctamente la especie. Como las flores casi nunca son vistosas, generalmente solo despierta  el interés en los coleccionistas especializados, lo que dificulta las oportunidades para los investigadores encuentren las especies que necesitan para sus estudios.

## Taxonomía
El género Acianthera fue propuesto por Michael Joseph François Scheidweiler en Allgemeine Gartenzeitung 10 (37): 292 en 1842 para describir Acianthera punctata, ahora se considera sinónimo de Acianthera recurva. La especie tipo es Acianthera recurva (Lindl.) Pridgeon & M.W.Chase (2001).
Etimología
Acianthera: nombre genérico que es una referencia a la posición de las anteras de algunas de sus especies.

## Lista de especies
Es una lista parcial de Acianthera, solo se incluyen especies de Brasil:
1. Acianthera acuminatipetala (A.Samp.) Luer, Monogr. Syst. Bot. Missouri Bot. Gard. 95: 253. 2004
2. Acianthera adamantinensis (Brade) F.Barros, Bradea 8(43): 294 (2002).
3. Acianthera adiri (Brade) Pridgeon & M.W.Chase, Lindleyana 16(4): 241 (2001).
4. Acianthera agathophylla (Rchb.f.) Pridgeon & M.W.Chase, Lindleyana 16(4): 241 (2001).
5. Acianthera alborosea (Kraenzl.) Luer, Monogr. Syst. Bot. Missouri Bot. Gard. 95: 253. 2004
6. Acianthera aphthosa (Lindley) Pridgeon & M.W.Chase, Lindleyana 16(4): 242 (2001).
7. Acianthera asaroides
8. Acianthera aurantiaca
9. Acianthera aurantiolateritia (Speg.) Pridgeon & M.W.Chase, Lindleyana 16(4): 242 (2001).
10. Acianthera aveniformis (Hoehne) C.N.Gonç. & Waechter, Hoehnea 31: 114 (2004).
11. Acianthera bicarinata (Lindley) Pridgeon & M.W.Chase, Lindleyana 16(4): 242 (2001).
12. Acianthera bicornuta (Barb.Rodr.) Pridgeon & M.W.Chase, Lindleyana 16(4): 242 (2001).
13. Acianthera bidentula (Barb.Rodr.) Pridgeon & M.W.Chase, Lindleyana 16(4): 242 (2001).
14. Acianthera binotii (Regel) Pridgeon & M.W.Chase, Lindleyana 16(4): 242 (2001).
15. Acianthera bohnkiana Campacci & Baptista, (2004).
16. Acianthera boliviana (Rchb.f.) Pridgeon & M.W.Chase
17. Acianthera brachiloba (Hoehne) Pridgeon & M.W.Chase
18. Acianthera bragae (Ruschi) F.Barros
19. Acianthera breviflora (Lindl.) Luer
20. Acianthera butcheri (L.O.Williams) Pridgeon & M.W.Chase
21. Acianthera cabiriae Pupulin, G.A.Rojas & J.D.Zúñiga
22. Acianthera caldensis (Hoehne & Schltr.) F.Barros
23. Acianthera capanemae (Barb.Rodr.) Pridgeon & M.W.Chase, Lindleyana 16(4): 242 (2001).
24. Acianthera caparaoensis (Brade) Pridgeon & M.W.Chase, Lindleyana 16(4): 242 (2001).
25. Acianthera capillaris (Lindl.) Pridgeon & M.W.Chase
26. Acianthera casapensis (Lindley) Pridgeon & M.W.Chase, Lindleyana 16(4): 242 (2001).
27. Acianthera cerberus (Luer & R.Vásquez) Pridgeon & M.W.Chase
28. Acianthera chamelopoda (Luer) Luer
29. Acianthera chionopa (Luer) Pridgeon & M.W.Chase
30. Acianthera chrysantha (Lindl.) Pridgeon & M.W.Chase
31. Acianthera circumplexa (Lindl.) Pridgeon & M.W.Chase
32. Acianthera cogniauxiana (Schltr.) Pridgeon & M.W.Chase
33. Acianthera compressicaulis (Dod) Pridgeon & M.W.Chase
34. Acianthera consatae (Luer & R.Vásquez) Luer
35. Acianthera consimilis (Ames) Pridgeon & M.W.Chase, Lindleyana 16(4): 243 (2001).
36. Acianthera crinita (Barb.Rodr.) Pridgeon & M.W.Chase, Lindleyana 16(4): 243 (2001).
37. Acianthera cristata (Barb.Rodr.) Luer, Monogr. Syst. Bot. Missouri Bot. Gard. 95: 253. 2004
38. Acianthera cryptophoranthoides (Loefgr.) F.Barros, Hoehnea 30(3): 185. 2003 [30 Dec. 2003]
39. Acianthera discophylla (Luer & Carnevali) Luer, Monogr. Syst. Bot. Missouri Bot. Gard. 95: 253. 2004
40. Acianthera duartei (Hoehne) Pridgeon & M.W.Chase, Lindleyana 16(4): 243 (2001).
41. Acianthera exarticulata (Barb.Rodr.) Pridgeon & M.W.Chase, Lindleyana 16(4): 243 (2001).
42. Acianthera fabiobarrosii (Borba & Semir) F.Barros & F.Pinheiro, Bradea 8(48): 329 (2002).
43. Acianthera fockei (Lindley) Pridgeon & M.W.Chase, Lindleyana 16(4): 243 (2001).
44. Acianthera glanduligera (Lindley) Luer, Monogr. Syst. Bot. Missouri Bot. Gard. 95: 253. 2004
45. Acianthera glumacea (Lindley) Pridgeon & M.W.Chase, Lindleyana 16(4): 243 (2001).
46. Acianthera gracilisepala (Brade) Luer, Monogr. Syst. Bot. Missouri Bot. Gard. 95: 253. 2004
47. Acianthera guimaraensii (Brade) F.Barros, Bradea 8(43): 294 (2002).
48. Acianthera heliconiscapa (Hoehne) F.Barros, Bradea 8(43): 294 (2002).
49. Acianthera heringeri (Hoehne) F.Barros, Hoehnea 30(3): 185. 2003
50. Acianthera hoffmannseggiana (Rchb.f.) F.Barros, Hoehnea 30(3): 186. 2003
51. Acianthera johannensis (Barb.Rodr.) Pridgeon & M.W.Chase, Lindleyana 16(4): 244 (2001).
52. Acianthera klotzschiana (Rchb.f.) Pridgeon & M.W.Chase, Lindleyana 16(4): 244 (2001).
53. Acianthera lanceana (G.Lodd.) Pridgeon & M.W.Chase, Lindleyana 16(4): 244 (2001).
54. Acianthera leptotifolia (Barb.Rodr.) Pridgeon & M.W.Chase, Lindleyana 16(4): 244 (2001).
55. Acianthera limae (Porto & Brade) Pridgeon & M.W.Chase, Lindleyana 16(4): 244 (2001).
56. Acianthera luteola (Lindley) Pridgeon & M.W.Chase, Lindleyana 16(4): 244 (2001).
57. Acianthera macropoda (Barb.Rodr.) Pridgeon & M.W.Chase, Lindleyana 16(4): 244 (2001).
58. Acianthera macuconensis (Barb.Rodr.) F.Barros, Hoehnea 30(3): 186. 2003
59. Acianthera magalhanesii (Pabst) F.Barros, Hoehnea 30(3): 186. 2003
60. Acianthera malachantha (Rchb.f.) Pridgeon & M.W.Chase, Lindleyana 16(4): 244 (2001).
61. Acianthera marumbyana (Garay) Luer, Monogr. Syst. Bot. Missouri Bot. Gard. 95: 254. 2004
62. Acianthera melachila (Barb.Rodr.) Luer, Monogr. Syst. Bot. Missouri Bot. Gard. 95: 254. 2004
63. Acianthera micrantha (Barb.Rodr.) Pridgeon & M.W.Chase, Lindleyana 16(4): 244 (2001).
64. Acianthera miqueliana (H.Focke) Pridgeon & M.W.Chase, Lindleyana 16(4): 244 (2001).
65. Acianthera modestissima (Rchb.f. & Warm.) Pridgeon & M.W.Chase, Lindleyana 16(4): 244 (2001).
66. Acianthera murexoidea (Pabst) Pridgeon & M.W.Chase, Lindleyana 16(4): 245 (2001).
67. Acianthera muscicola (Barb.Rodr.) Pridgeon & M.W.Chase, Lindleyana 16(4): 245 (2001).
68. Acianthera nemorosa (Barb.Rodr.) F.Barros, Hoehnea 30(3): 186. 2003
69. Acianthera ochreata (Lindley) Pridgeon & M.W.Chase, Lindleyana 16(4): 245 (2001).
70. Acianthera oligantha (Barb.Rodr.) F.Barros, Hoehnea 30(3): 186. 2003
71. Acianthera panduripetala (Barb.Rodr.) Pridgeon & M.W.Chase, Lindleyana 16(4): 245 (2001).
72. Acianthera papillosa (Lindley) Pridgeon & M.W.Chase, Lindleyana 16(4): 245 (2001).
73. Acianthera parahybunensis (Barb.Rodr.) Luer, Monogr. Syst. Bot. Missouri Bot. Gard. 95: 254. 2004
74. Acianthera pardipes (Rchb.f.) Pridgeon & M.W.Chase, Lindleyana 16(4): 245 (2001).
75. Acianthera pavimentata (Rchb.f.) Pridgeon & M.W.Chase, Lindleyana 16(4): 245 (2001).
76. Acianthera pectinata (Lindley) Pridgeon & M.W.Chase, Lindleyana 16(4): 245 (2001).
77. Acianthera prolifera (Herb. ex Lindley) Pridgeon & M.W.Chase, Lindleyana 16(4): 245 (2001).
78. Acianthera pubescens (Lindley) Pridgeon & M.W.Chase, Lindleyana 16(4): 245 (2001).
79. Acianthera ramosa (Barb.Rodr.) F.Barros, Hoehnea 30(3): 186. 2003
80. Acianthera recurva (Lindley) Pridgeon & M.W.Chase, Lindleyana 16(4): 246 (2001).
81. Acianthera renipetala (Barb.Rodr.) Luer, Monogr. Syst. Bot. Missouri Bot. Gard. 95: 254. 2004
82. Acianthera rodriguesii (Cogn.) Pridgeon & M.W.Chase, Lindleyana 16(4): 246 (2001).
83. Acianthera rostellata (Barb.Rodr.) Luer, Monogr. Syst. Bot. Missouri Bot. Gard. 95: 254. 2004
84. Acianthera saundersiana (Rchb.f.) Pridgeon & M.W.Chase, Lindleyana 16(4): 246 (2001).
85. Acianthera saurocephala (G.Lodd.) Pridgeon & M.W.Chase, Lindleyana 16(4): 246 (2001).
86. Acianthera serpentula (Barb.Rodr.) F.Barros, Hoehnea 30(3): 187. 2003
87. Acianthera serrulatipetala (Barb.Rodr.) Pridgeon & M.W.Chase, Lindleyana 16(4): 246 (2001).
88. Acianthera silvae (Luer & Toscano) Luer, Monogr. Syst. Bot. Missouri Bot. Gard. 95: 254. 2004
89. Acianthera sonderiana (Rchb.f.) Pridgeon & M.W.Chase, Lindleyana 16(4): 246 (2001).
90. Acianthera spilantha (Babr.Rodr.) Luer, Monogr. Syst. Bot. Missouri Bot. Gard. 112: 120 (2007).
91. Acianthera strupifolia (Lindley) Pridgeon & M.W.Chase, Lindleyana 16(4): 246 (2001).
92. Acianthera teres (Lindley) Luer, Monogr. Syst. Bot. Missouri Bot. Gard. 95: 254. 2004
93. Acianthera translucida (Barb.Rodr.) Luer, Monogr. Syst. Bot. Missouri Bot. Gard. 95: 254. 2004
94. Acianthera tricarinata (Poepp. & Endl.) Pridgeon & M.W.Chase, Lindleyana 16(4): 246 (2001).
95. Acianthera tristis (Barb.Rodr.) Pridgeon & M.W.Chase, Lindleyana 16(4): 246 (2001).
96. Acianthera violaceomaculata (Hoehne) Pridgeon & M.W.Chase, Lindleyana 16(4): 246 (2001).
97. Acianthera wageneriana (Klotzsch) Pridgeon & M.W.Chase, Lindleyana 16(4): 247 (2001).
98. Acianthera welsiae-windischiae (Pabst) Pridgeon & M.W.Chase, Lindleyana 16(4): 247 (2001).
99. Acianthera yauaperyensis (Barb.Rodr.) Pridgeon & M.W.Chase, Lindleyana 16(4): 247 (2001).